# Jacquard

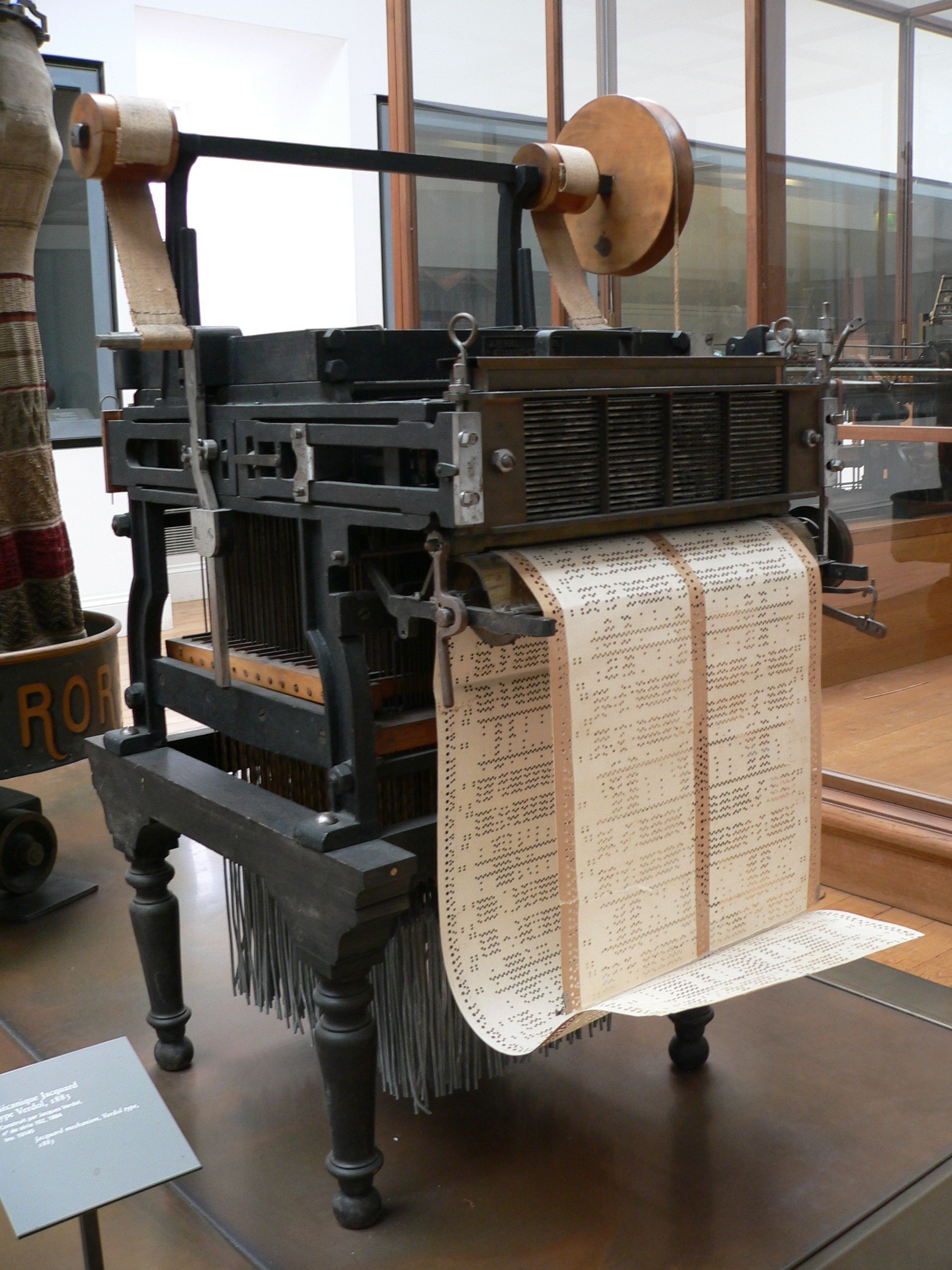
Jacquardvävstol. Musée des Arts et Métiers, Paris.

Jacquard (uttal: [ʃa'kɑ:rd-]) eller jacquardväv är en typ av komplicerat mönstrad väv. Väven, exempelvis damast, tillverkas genom att varptrådarna höjs och sänks individuellt, exempelvis via en (hålkortsstyrd) jacquardvävstol. Den har fått namn efter Joseph-Marie Jacquard.

## Teknik
Jacquard är en väv med ett dekorativt mönster som är alltför komplicerat att vävas på en vanlig solvskaftvävstol. I äldre tider behövde vävaren medhjälpare som lyfte enskilda eller grupper av varptrådar enligt en särskild plan för att åstadkomma önskade komplicerade mönster. Detta utfördes ofta av barn.
I Kina har det förekommit att vävstolar för komplicerade mönster var byggda i två "våningar", där medhjälparen satt på den övre våningen och drog i de rätta trådarna på kommando av vävaren i våningen under. I stora väverier var mönsterläsare en egen yrkeskategori.

## Historik
Joseph-Marie Jacquard (1752–1834) började sin karriär inom bokbinderiyrket, deltog under franska revolutionen som underofficer på upprorsmakarnas sida. Han konstruerade 1805 en speciell vävstol där mönsterbildningen styrdes av hålkort, jacquardvävstolen. Det geniala är att mönsterbilden i väven skapas genom att färgen i varp och vävtrådar framhävs genom det sätt som inslaget sker, och detta samtidigt bildar den färdiga textilen.
Ibland har den hålkortstyrda vävstolen felaktigt uppgivits som "Jacquards patent". Det Jacquard fick patent på avsåg en maskin för lattadragning. Det patentet beviljades 1802 på 10 år.
Jacquardvävstolen fick snabbt genomslag. Det har uppskattats att det redan efter 20 år (1825) i vävarstaden Lyon, Jacquards hemstad, fanns omkring 10 000 vävstolar byggda enligt jacquardprincipen.
Jacquardvävstolen var en tidig tillämpning av binär digitalteknik, samma teknik som är förutsättningen för dagens datorer. Till skillnad från skaftvävstolar, som har minst två trampor — men kan ha många fler — klarar sig en jacquardvävstol med endast en trampa även för de mest komplicerade mönster.
En enklare variant av jacquardliknande mönster kan åstadkommas om en vanlig skaftvävstol förses med så kallad harneskutrustning som solvas med damastteknik.